# جان باتيست بايلي
جان باتيست بايلي (بالفرنسية: Jean-Baptiste Bailly)‏ هو عالم طيور فرنسي، ولد في 23 أغسطس 1822 في شامبيري في فرنسا، وتوفي بنفس المكان في 20 ديسمبر 1880.